# Platycnemis
Platycnemis – rodzaj ważek z rodziny pióronogowatych (Platycnemididae). W Polsce występuje jeden przedstawiciel tego rodzaju – pióronóg zwykły. 

## Podział systematyczny
Do rodzaju należą następujące gatunki:
- Platycnemis acutipennis Selys, 1841
- Platycnemis dealbata Selys, 1850
- Platycnemis echigoana Asahina, 1955
- Platycnemis foliacea Selys, 1886
- Platycnemis kervillei (Martin, 1909)
- Platycnemis latipes Rambur, 1842
- Platycnemis oedipus (von Eichwald, 1830)
- Platycnemis pennipes (Pallas, 1771) – pióronóg zwykły
- Platycnemis phasmovolans Hämäläinen, 2003
- Platycnemis phyllopoda Djakonov, 1926
- Platycnemis sasakii Asahina, 1949
- Platycnemis subdilatata Selys in Lucas, 1849